# Нуч (Ілфов)
Нуч (рум. Nuci) — село у повіті Ілфов в Румунії. Входить до складу комуни Нуч.
Село розташоване на відстані 35 км на північний схід від Бухареста, 117 км на південний схід від Брашова.

## Населення
За даними перепису населення 2002 року у селі проживали 654 особи, усі — румуни. Усі жителі села рідною мовою назвали румунську.